# Бой под Цыбульником
Бой под Цыбульником — бой между калмыцкими и крымско-татарскими армиями во время Русско-польской войны 1654—1667 годов.

## Перед битвой
Пока основные силы калмыков были заняты боями под  Крымом, к армии запорожских казаков присоединился сильный калмыцкий корпус. Союзники скрытно приблизились к ногайско-татарскому лагерю, расположенному в урочище Цыбульник, вблизи города Крылова. По словам пленных татар, гарнизон лагеря насчитывал более 10 тысяч человек.

## Ход битвы
Под покровом ночи калмыки и запорожцы штурмовали лагерь, после чего бой быстро перерос в резню. Все ногайцы и татары были перебиты, кроме тех, кто «в болоте потонул»,

## Примечание
1. ↑  Тепкеев, Владимир Толтаевич. Участие калмыков в русско-польской войне 1654–1667 гг. — издание Калмыцкого института гуманитарных исследований РАН, Элиста, 2012. — P. 92. — «В результате калмыки захватили обоз противника, перебили всех татар, кроме одного султана, который умер от ран через три дня.».
2. ↑  Тепкеев, Владимир Толтаевич. Калмыки в Северном Прикаспии во второй трети XVII века.. — Элиста: НПП «Джангар», 2012. — С. 353. — «В ходе боя они захватили вражеский обоз, перебив почти всех татар, за исключением одного султана, который скончался от ран через три дня. Спаслись лишь те, кто «утонул в болоте»».